# Древесные вьюрки
Древесные вьюрки (лат. Camarhynchus) — род воробьиных птиц из семейства танагровых. Все виды являются эндемиками Галапагосских островов, вместе с другими близкими родами образуют группу, известную как галапагосские вьюрки. Ранее включали в семейство овсянковых. Молекулярно-филогенетический анализ, проведённый в 2014 году, показал, что все галапагосские вьюрки относятся к семейству танагровых.

## Список видов
В состав рода включают 5 видов:
- Мангровый древесный вьюрок (Camarhynchus heliobates)
- Дятловый древесный вьюрок (Camarhynchus pallidus)
- Малый древесный вьюрок (Camarhynchus parvulus)
- Большой древесный вьюрок (Camarhynchus pauper)
- Попугайный древесный вьюрок (Camarhynchus psittacula)